# (35739) 1999 GR21
1999 GR21 (asteroide 35739) é um asteroide da cintura principal. Possui uma excentricidade de 0.11281110 e uma inclinação de 7.94947º.
Este asteroide foi descoberto no dia 15 de abril de 1999 por LINEAR em Socorro.